# Liste der Bodendenkmale in Bad Münder am Deister
In der Liste der Bodendenkmale in Bad Münder sind die Bodendenkmale der niedersächsischen Gemeinde Bad Münder am Deister aufgeführt. Die Quelle ist der Denkmalatlas Niedersachsen. 

Bad Münder am Deister im Landkreis Hameln-Pyrmont

Der Stand der Liste ist der 26. Januar 2025.

## Allgemein
In den Spalten finden sich folgende Informationen des Bodendenkmales:
| Lage         | geographische Koordinaten                                                           |
| Bezeichnung  | Bezeichnung lt. Denkmalatlas                                                        |
| Beschreibung | Beschreibung lt. Denkmalatlas                                                       |
| ID           | Objekt-ID                                                                           |
| Bild         | Bild, ggf. zusätzlich mit Link zu weiteren Fotos im Medienarchiv Wikimedia Commons. |

## Bad Münder
| Lage                        | Bezeichnung                 | Beschreibung | ID       | Bild |
| --------------------------- | --------------------------- | --- | -------- | ---- |
| 52° 13′ 23″ N, 9° 29′ 3″ O  | Bad Münder 9, Grabhügel     | Durchmesser ca. 10 m und Höhe ca. 0,7 m. Steinhügel, Rand deutlich abgesetzt. | 28968428 | BW   |
| 52° 13′ 24″ N, 9° 28′ 59″ O | Bad Münder 11, Grabhügel    | Durchmesser ca. 9 m und Höhe ca. 0,5 m. Rand leicht abgesetzt. | 28968431 | BW   |
| 52° 13′ 39″ N, 9° 29′ 41″ O | Bad Münder 17, Grabhügel    | Durchmesser ca. 8 m und Höhe ca. 0,5 m. Deutlich abgesetzter Hügelfuß, unbeschädigt. | 28968436 | BW   |
| 52° 12′ 40″ N, 9° 30′ 21″ O | Bad Münder 19, Grabhügel    | Durchmesser ca. 5 m und Höhe ca. 0,5 m. Steinhügel, tropfenförmiges Profil. Auslaufender Hügelfuß. Etwas plattiger Sandstein. | 28968438 | BW   |
| 52° 12′ 40″ N, 9° 30′ 22″ O | Bad Münder 20, Grabhügel    | | 28968439 | BW   |
| 52° 12′ 40″ N, 9° 30′ 23″ O | Bad Münder 21, Grabhügel    | | 28968440 | BW   |
| 52° 12′ 17″ N, 9° 28′ 53″ O | Bad Münder 22, Tillyschanze | Im Wald auf ca. 183 m Länge und durchschnittlich 1,5 m H. erhalten, wo er von zwei Wegen durchquert wird. Endet noch vor dem nach NO gerichteten Abfall. Er besteht aus kleinen ungeordneten Blöcken von Kalkstein und ist ca. 6 m breit. Beiderseits von Gräben begleitet, wobei der nordwestliche ca. 75 cm, der südöstliche etwas flacher ist. Ca. 58 m vor dem an dieser Stelle am höchsten aufgeworfenen Wall im NW ein kleiner, parallel verlaufender Vorwall von ca. 32 m L. Fast in dessen Mitte im Graben am Hauptwall ein Querriegel von 0,5 m H. | 28968442 | BW   |

### Bad Münder 12
- ID:28968432
- Steinhügelgruppe von fünf Hügeln. Zwei wurden herausgenommen, da ihr Denkmalcharakter äußerst fraglich ist.

| Lage                       | Bezeichnung   | Beschreibung | ID       | Bild |
| -------------------------- | ------------- | --- | -------- | ---- |
| 52° 13′ 29″ N, 9° 29′ 7″ O | Bad Münder 12 | Durchmesser ca. 7,5 m und Höhe ca. 0,3 m. Steinhügel, Flach gewölbte Kuppe; Ränder laufen flach aus. Mit plattigen Kalksteinen in unregelmäßiger, lockerer Streuung bedeckt. | 28968433 | BW   |
| 52° 13′ 30″ N, 9° 29′ 6″ O | Bad Münder 13 | Durchmesser ca. 7 m und Höhe ca. 0,3 m. Annähernd rund, flach gewölbt, Steinhügel. Mit plattigen Kalksteinen in unregelmäßiger, lockerer Streuung bedeckt.                   | 28968434 | BW   |
| 52° 13′ 30″ N, 9° 29′ 7″ O | Bad Münder 14 | Durchmesser ca. 7,5 m und Höhe ca. 0,4 m. Rund. Steinhügel. Rand auslaufend. Vereinzelt plattige Kalksteine.                                                                 | 28968435 | BW   |

## Bakede
| Lage                       | Bezeichnung              | Beschreibung | ID       | Bild |
| -------------------------- | ------------------------ | --- | -------- | ---- |
| 52° 12′ 0″ N, 9° 23′ 32″ O | Bakede 19, Wölbackerbeet | Größere Fläche mit Wölbäckern. Westl. Teil des Wölbackerfeldes in zwei separat liegenden Flurstücken mäßig gut erhalten. H. noch 0,3 – 0,5 m. Ausrichtung NW-SO, schräg zum Hang. Im dazwischen liegenden Flurstück sowie im östl. Teil sind die Wölbäcker stark verschliffen. Zwischen einigen Beeten verlaufen Zäune. Der untere Rand des Wölbackerfeldes ist mit einer Hecke zum Feldweg abgegrenzt. Die Wölbäcker werden heute als Grünland genutzt. | 28951476 | BW   |

## Beber
| Lage                        | Bezeichnung         | Beschreibung | ID       | Bild |
| --------------------------- | ------------------- | --- | -------- | ---- |
| 52° 12′ 32″ N, 9° 21′ 33″ O | Beber 19, Grabhügel | Durchmesser ca. 13 m und Höhe ca. 0,6 m. Annähernd rund. Grenzstein, über östl. Bereich eine Fahrspur.                          | 28975551 | BW   |
| 52° 12′ 33″ N, 9° 21′ 35″ O | Beber 20, Grabhügel | Durchmesser ca. 11 m und Höhe ca. 0,5 m. Ehemals annähernd rund. Südöstl. Bereich eingetieft bzw. abgetragen, darum jetzt oval. | 28975552 | BW   |
| 52° 12′ 37″ N, 9° 21′ 41″ O | Beber 21, Grabhügel | Durchmesser ca. 13 m und Höhe ca. 0,6 m. Annähernd rund. Plattige Steine an der Oberfläche.                                     | 28975550 | BW   |

## Eimbeckhausen
| Lage                        | Bezeichnung                  | Beschreibung | ID       | Bild |
| --------------------------- | ---------------------------- | --- | -------- | ---- |
| 52° 14′ 59″ N, 9° 27′ 55″ O | Eimbeckhausen 3, Grabhügel   | Durchmesser ca. 20 m und Höhe ca. 1 m. Flach gewölbt, fast rund. Anzeichen alter Eingrabungen. Rand läuft aus. | 28968444 | BW   |
| 52° 14′ 42″ N, 9° 28′ 48″ O | Eimbeckhausen 12, Grabhügel  | Durchmesser ca. 16 m und Höhe ca. 1 m, rund, hochgewölbt. | 28968441 | BW   |
| 52° 14′ 41″ N, 9° 28′ 49″ O | Eimbeckhausen 13, Grabhügel  | Durchmesser ca. 12 m und Höhe ca. 0,6 m. Flach gewölbt, rund. Auslaufender Rand. | 28968551 | BW   |
| 52° 14′ 43″ N, 9° 29′ 6″ O  | Eimbeckhausen 14, Grabhügel  | Durchmesser ca. 8 m, durch tief eingefahrene Fahrspur halbiert. Auslaufender Rand. | 28968553 | BW   |
| 52° 14′ 41″ N, 9° 29′ 9″ O  | Eimbeckhausen 15, Grabhügel  | Größe ca. 5 × 3 m und Höhe ca. 0,4 m. Ovaler Steinhügel, plattige, bis überkopfgroße Sandsteine. | 28968550 | BW   |
| 52° 14′ 40″ N, 9° 29′ 8″ O  | Eimbeckhausen 16, Grabhügel  | Durchmesser ca. 7 m und Höhe ca. 0,35 m. Steinhügel. Fließend auslaufendes Profil. Einige mehr als kopfgroße Sandsteine. | 28968555 | BW   |
| 52° 14′ 36″ N, 9° 29′ 6″ O  | Eimbeckhausen 17, Grabhügel  | Durchmesser ca. 14 m und Höhe ca. 0,5 m. Flach gewölbt, rund. | 28968543 | BW   |
| 52° 14′ 38″ N, 9° 26′ 58″ O | Eimbeckhausen 18, Grabhügel  | Durchmesser ca. 9 m und Höhe ca. 0,35 m. Fast rund, auslaufender Rand, flache Kuppe. | 28968556 | BW   |
| 52° 14′ 13″ N, 9° 27′ 13″ O | Eimbeckhausen 20, Grabhügel  | Durchmesser ca. 16 m und Höhe ca. 1 m. Rund, hochgewölbt, auslaufender Hügelfuß. Anzeichen alter Eingrabungen. | 28968557 | BW   |
| 52° 15′ 4″ N, 9° 27′ 50″ O  | Eimbeckhausen 24, Grenzstein | Sandstein. Sichtbare H. 1 m, Br. 0,62 m, D. 0,20 m. Abgerundeter Kopf. Auf der N-Seite zwei kreiseingefaßte Löwen und eine Wolfsangelmarke. Auf der S-Seite: Im eingearbeiteten Doppelkreis eine Wolfsangelmarke. 3 daumengroße Eintiefungen. „Die zwei springenden Löwen auf der Calenberger Seite stellen das Wappen des Hauses Braunschweig-Wolfenbüttel dar und die Wolfsangel auf dem Lauenauer Gebiet das welfische Hoheitszeichen.“ Nach einem Vertrag 1602.              | 28968559 | BW   |
| 52° 14′ 3″ N, 9° 25′ 24″ O  | Eimbeckhausen 44, Rittergut  | Über die Gestalt der mittelalterlichen Burg ist nichts bekannt. Das Schloss aus dem beginnenden 17. Jh. bestand aus einer Dreiflügelanlage im Stil der Weserrenaissance, die von einem Hausteich von 8-14 m Breite umgeben war. Der Ostflügel stellte das älteste Bauteil dar, der Nordflügel war jünger und der Südflügel der jüngste Trakt. Eine Brücke führte von Westen auf den Binnenhof. Vor 1600 hat eine Wasserburg bestanden, die wegen Baufälligkeit abgerissen wurde. | 37951868 |      |

### Eimbeckhausen 4
- ID:28968539
- Grabhügelfeld.

| Lage                        | Bezeichnung     | Beschreibung                                                                                       | ID       | Bild |
| --------------------------- | --------------- | -------------------------------------------------------------------------------------------------- | -------- | ---- |
| 52° 14′ 54″ N, 9° 27′ 47″ O | Eimbeckhausen 4 | Durchmesser ca. 18 m und Höhe ca. 1,2 m. Rund. Steinhügel. Mit abgesetztem Rand.                   | 28968443 | BW   |
| 52° 14′ 53″ N, 9° 27′ 44″ O | Eimbeckhausen 5 | Durchmesser ca. 20 m und Höhe ca. 1,3 m. Fast rund. Steinhügel. Flaches Profil.                    | 28968540 | BW   |
| 52° 14′ 53″ N, 9° 27′ 46″ O | Eimbeckhausen 6 | Durchmesser ca. 16 m und Höhe ca. 1 m. Fast rund. Einige Baumstümpfe und abgesetzter Rand.         | 28968541 | BW   |
| 52° 14′ 52″ N, 9° 27′ 47″ O | Eimbeckhausen 7 | Durchmesser ca. 15 m und Höhe ca. 1,2 m. Rund. Flache Kuhle im Kuppenbereich und abgesetzter Rand. | 28968544 | BW   |

### Eimbeckhausen 8
- ID:28968545
- Grabhügelfeld.

| Lage                        | Bezeichnung      | Beschreibung                                                                                     | ID       | Bild |
| --------------------------- | ---------------- | ------------------------------------------------------------------------------------------------ | -------- | ---- |
| 52° 14′ 51″ N, 9° 28′ 25″ O | Eimbeckhausen 8  | Größe ca. 20 × 10 m. Langoval. Abgesetzter Hügelfuß und mehrere Baumstümpfe.                     | 28968546 | BW   |
| 52° 14′ 50″ N, 9° 28′ 24″ O | Eimbeckhausen 9  | Durchmesser ca. 11 m und Höhe ca. 0,45 m. Auslaufender Hügelfuß und abgeflachte Oberfläche.      | 28968547 | BW   |
| 52° 14′ 49″ N, 9° 28′ 25″ O | Eimbeckhausen 10 | Größe ca. 20 × 13 m. Hochgewölbt, oval, auslaufender Hügelfuß. Auf der Mitte ein größerer Stein. | 28968548 | BW   |
| 52° 14′ 49″ N, 9° 28′ 26″ O | Eimbeckhausen 11 | Durchmesser ca. 12 m und Höhe ca. 0,5 m. Auslaufender Hügelfuß und abgeflachte Oberfläche.       | 28968549 | BW   |

## Luttringhausen
| Lage                        | Bezeichnung                 | Beschreibung                                                                           | ID       | Bild |
| --------------------------- | --------------------------- | -------------------------------------------------------------------------------------- | -------- | ---- |
| 52° 14′ 13″ N, 9° 28′ 49″ O | Luttringhausen 1, Grabhügel | Durchmesser ca. 13,5 m und Höhe ca. 0,4 m. Steinhügel, vereinzelt plattige Kalksteine. | 28968561 | BW   |

## Nettelrede
| Lage                       | Bezeichnung              | Beschreibung | ID       | Bild |
| -------------------------- | ------------------------ | --- | -------- | ---- |
| 52° 14′ 9″ N, 9° 29′ 19″ O | Nettelrede 2, Kreuzstein | Kreuzstein aus Sandstein. H. 2,20 m, Br. 0,87 m, T. 0,18 m. Bis auf seine beschädigten Kanten gut erhalten, oben giebelförmig gestaltet. Auf Vorderseite ein Schild, das ein Ochsenkopf als Wappen ziert (v. Wettberg). Darunter ein aus der Grundfläche erhaben ausgearbeitetes, auf niedrigem Halbbogen stehendes längsorientiertes Kreuz. In seinen Winkelflächen ist eine Inschrift in got. Kurrentbuchstaben eingeschlagen. Auch die Rückseite zeigt, kleiner ausgeführt und in einem gerahmten Felde, ein längsorientiertes Kreuz auf niedrigem Halbbogen, darunter die Worte: „de vnglückliche bohm“. Unterhalb dann in gut naturalistischer Darstellung ein umgestürzter Baum. Inschrift auf der Vorderseite: „Anno Dni / 1583 den / Januarii is / de edle und / erndtuest Chri / stoffer van / wetberg dorch / einen bohm / hirsüluest / dodt geual / er selen got / gnedich sy.“ | 28968566 |      |